# Elena Russo Arman
Elena Russo Arman (Torino, 28 gennaio 1971) è un'attrice teatrale e regista teatrale italiana.

## Biografia
Elena Russo Arman nasce a Torino il 28 gennaio del 1971.
Si diploma al Liceo Artistico di Torino dove inizia ad avere le prime esperienze teatrali, occupandosi prevalentemente di scenografia e costumi. Nel 1991 frequenta il primo anno di Scenografia all’Accademia Albertina di Belle Arti, nel frattempo supera le selezioni per la Scuola del Teatro Stabile di Torino diretta da Luca Ronconi e da allora intraprende la carriera di attrice. Nell’estate del 1991 partecipa allo spettacolo in memoria delle stragi terroristiche Antigone delle città di Marco Baliani e nel 1992 è diretta da Francesco Gagliardi in Photograph di Gertrude Stein. Si diploma nel 1993 interpretando il ruolo di Elettra nel Pilade e di Agostina nel Calderón  di Pier Paolo Pasolini, saggi-spettacoli site specific al Castello di Rivoli, diretti da Luca Ronconi. 
Appena diplomata viene scritturata da Ronconi per lo spettacolo L’affare Makropulos di Karel Čapek, debuttando a fianco di Mariangela Melato che, qualche anno dopo, nel 1999, le conferirà il Premio Eleonora Duse come attrice emergente dell’anno. 
Nel 1994 Elio De Capitani la sceglie per il ruolo della Ragazzina nel Roberto Zucco di Bernard-Marie Koltès, un incontro importante quello con il Teatro dell’Elfo.
Nel 1995 lavora a fianco di Annamaria Guarnieri ne Il cavaliere e la dama di Goldoni, diretta da Mauro Avogadro e ne Il giardino dei ciliegi di Čechov con Monica Guerritore e Gabriele Lavia, Lavia ne firma anche la regia.
Nel 1996 di nuovo con Luca Ronconi nel maestoso spettacolo Quer pasticciaccio brutto de via Merulana di Gadda.
Negli anni successivi i rapporti con la compagnia del Teatro dell’Elfo si intensificano. Nel 1997 entra a far parte del cast di due produzioni storiche della compagnia milanese: Sogno di una notte di mezza estate di Shakespeare e Le lacrime amare di Petra Von Kant di R.W. Fassbinder, a fianco di Ida Marinelli. Diretta da Ferdinando Bruni e Elio De Capitani, interpreta ruoli di autori classici e contemporanei. Tra i ruoli shakespeariani, Ermia nel Sogno di una notte di mezza estate, Ofelia in Amleto, Jessica ne Il mercante di Venezia e Ermione in Racconto d’inverno; di Fassbinder oltre a Gabi ne Le amare lacrime di Petra Von Kant, interpreta Anna in Come gocce su pietre roventi e Roma B. ne I rifiuti, la città e la morte. Nel 2003 entra a far parte della compagnia dell’Elfo come socia, continuando il suo percorso di attrice, alternando ruoli comici e drammatici. Tante sono le sue interpretazioni di Tennessee Williams: con la regista Paola Rota è Baby Doll nell’omonimo spettacolo; con Lorenzo Loris è Heavenly ne La dolce ala della giovinezza; con Giuseppe Isgrò è Willi in Proibito e Zia Rose in Una cena poco soddisfacente. Suo è il ruolo di Laura ne Lo zoo di vetro con la regia di Bruni mentre De Capitani la dirige ne La discesa di Orfeo, nel ruolo di Carol Cutrere e in Improvvisamente, l’estate scorsa, dove interpreta Catherine, ruolo che sul grande schermo fu di Elizabeth Taylor.
Con la regia di Bruni e Francesco Frongia è Alice in Alice Underground di Lewis Carroll e Gwendoline ne L’importanza di chiamarsi Ernesto di Oscar Wilde, due successi della compagnia dell’Elfo.
Nell’ambito della drammaturgia contemporanea interpreta la protagonista omonima in Harper Regan, l’insegnante Siobhan ne Lo strano caso del cane ucciso a mezzanotte, entrambi di Simon Stephens, Cate in Blasted di Sarah Kane e Harper in Angels in America di Tony Kushner, Libri da ardere di Amélie Nothomb con la regia di Cristina Crippa e Le muse orfane di Michel Marc Bouchard diretto da Nicola Russo.
Negli ultimi anni si dedica alla regia realizzando diverse produzioni del Teatro dell’Elfo, firmandone anche scene e costumi. Con la chitarrista Alessandra Novaga, autrice delle musiche di tutti i suoi spettacoli, indaga spesso il rapporto tra parola e musica soprattutto in Platero y yo, melologo di J.R. Jiménez e musiche di M. Castelnuovo-Tedesco, Dove sei, o Musa, ispirato ai Sonetti di Shakespeare, e La mia vita era un fucile carico (being Emily Dickinson). È regista e interprete anche de La palestra della felicità, di Valentina Diana, e The juniper tree dai Fratelli Grimm.
Per il teatro dedicato alle giovani generazioni, scrive e interpreta Shakespeare a merenda, sul teatro elisabettiano, e Leonardo, che genio!, spettacolo per attrice, pupazzi e un libro pop-up, interamente realizzati da lei. Durante le celebrazioni del cinquecentenario della nascita di Leonardo, lo spettacolo va in scena alla Biblioteca Trivulziana di Milano, parte poi per una tournée internazionale: viene messo in scena a San Francisco, Salt Lake City e Istanbul. 
Per la collana Contemporanea di Arnoldo Mondadori Editore pubblica il  suo primo libro Leonardo, che genio!, basato sullo spettacolo omonimo.
Nel 2018, insieme agli attori Lorenzo Fontana, Nicola Bortolotti, Franca Penone e Alessandro Mor, fonda il gruppo Invisibile Kollettivo con il quale mette in scena L’avversario di Emmanuel Carrère e Open di Andre Agassi, due best seller.
Parallelamente al suo lavoro nel teatro tradizionale, fa spesso incursioni nel mondo delle performing arts e dell’arte contemporanea. Ha eseguito partiture grafiche dei compositori Francesco Gagliardi, Douglas G. Barrett e Kara Feely all’Ontological Theatre di New York, ha partecipato alle celebrazioni per il centenario dalla nascita di John Cage collaborando con Hurla Janus alla Triennale di Milano e ha eseguito Empty Words alla Galleria Milano. Presso la Fondazione Prada esegue la performance La Spia ottica di Giosetta Fioroni nell’ambito della mostra TV 70: Francesco Vezzoli guarda la RAI.
Dal 2012, a partire dalla sua ricerca intorno alla poetessa americana Emily Dickinson, realizza performance che, in parte, servono alla composizione dello spettacolo La mia vita era un fucile carico. Realizza la prima performance nella casa che fu della poetessa ad Amherst, in Massachusetts. Da allora e in vari luoghi, tra i quali la Fondazione Mudima di Milano, ogni anno, realizza una performance dedicata a Emily Dickinson, in occasione della data della sua nascita e della sua morte.
Nel cinema recita nel 2012 nel film Tra cinque minuti in scena di Laura Chiossone.

## Teatro di prosa

### Attrice
- Antigone delle città regia di Marco Baliani (1991)
- Photograph di Gertrude Stein, regia di Francesco Gagliardi (1992)
- Pilade di P.P. Pasolini, regia di Luca Ronconi (1993)
- Cálderon di P.P. Pasolini, regia di Luca Ronconi (1993)
- L’affare Makropulos di Karel Čapek, regia di Luca Ronconi (1993)
- Roberto Zucco di Bernard-Marie Koltès, regia di Elio De Ca-pitani (1994)
- Un monologo da il diario di una cameriera di Octave Mirbeau da Octave Mirbeau, regia di Francesco Gagliardi (1994)
- Il cavaliere e la dama di Carlo Goldoni, regia di Mauro Avo-gadro (1995)
- Il giardino dei ciliegi di Anton Čechov, regia di Gabriele La-via (1995)
- Quer pasticciaccio brutto de via Merulana di Carlo Emilio Gadda, regia di Luca Ronconi (1996)
- Il sogno di una notte di mezza estate di William Shakespeare, regia di E. De Capitani (1997)
- Le amare lacrime di Petra Von Kant di Rainer Werner Fas-sbinder, regia di F. Bruni e E. De Capitani (1997)
- La dolce ala della giovinezza di Tennessee Williams, regia di Lorenzo Loris (1998)
- I rifiuti, la cittá e la morte di R.W. Fassbinder, regia di E. De Capitani (1999)
- Tango americano di Rocco D’Onghia, regia di E. De Capitani (2000)
- Baby Doll di Tennessee Williams, regia di Paola Rota (2001)
- Lo zoo di vetro di Tennessee Williams, regia di F. Bruni (2001)
- Le muse orfane di M.M. Bouchard, regia di Nicola Russo (2002)
- Il mercante di Venezia di W.Shakespere, regia di E. De Capi-tani (2002)
- Giochi di famiglia di Biljana Serlbjanovich, regia di E. De Capitani (2003)
- Come gocce su pietre roventi di R.W.Fassbinder, regia di F. Bruni (2003)
- Amleto di W. Shakespeare, regia di E.De Capitani (2004)
- Libri da ardere di Amélie Nothomb, regia di Cristina Crippa (2004)
- Prima/Dopo di Roland Schimmelpfennig, regia di Benedetta Francardo, Massimo Giovara, Paola Rota, Roberto Zibetti (‘O Zoo Nô) (2004/2005)
- Il giardino dei ciliegi di Anton Čechov, regia di F. Bruni (2005)
- Platero y yo di J.R. Jiménez e musiche di M. Castelnuovo-Tedesco (2006)
- Angels in America - Si avvicina il millennio di Tony Kushner, regia di F.Bruni e E. De Capitani (2007)
- Angels in America - Perestroika di Tony Kushner, regia di F. Bruni e E. De Capitani (2008)
- Il racconto d’inverno di W. Shakespeare, regia di E. De Capi-tani (2010)
- Elena di Maddalena Mazzocut-Miss, regia di Alessia Gennari (2010)
- I blues di T. Williams, regia di Giuseppe Isgrò (2011)
- Il funerale di Olivia Manescalchi, regia di Olivia Manescalchi e Giancarlo Judica Cordiglia (2012)
- Alice underground di Lewis Carroll, regia di F. Bruni e F. Frongia (2012)
- La discesa di Orfeo di T. Williams, regia di E. De Capitani (2012)
- La mia vita era un fucile carico (being Emily Dickinson) da Emily Dickinson, uno spettacolo di Elena Russo Arman (2013)
- Proibito regia di Giuseppe Isgrò (2014)
- Una cena poco soddisfacente regia di Giuseppe Isgrò (2014)
- Shakespeare a merenda uno spettacolo di Elena Russo Arman (2014)
- Improvvisamente l’estate scorsa di T. Williams, regia di E. De Capitani (2015)
- La palestra della felicità di Valentina Diana, regia di Elena Russo Arman (2015)
- Dove sei, o Musa da William Shakespeare, uno spettacolo di Elena Russo Arman (2016)
- The juniper tree dai Fratelli Grimm, uno spettacolo di Elena Russo Arman (2017)
- Harper Regan di Simon Stephens, regia di E. De Capitani (2017)
- Leonardo, che genio! uno spettacolo di Elena Russo Arman (2018)
- L’importanza di chiamarsi Ernesto di Oscar Wilde, regia di F. Bruni e F. Frongia (2018)
- Lo strano caso del cane ucciso a mezzanotte di Simon Ste-phens, regia di E. De Capitani e F. Bruni (2019)
- Open di Andre Agassi, Invisibile Kollettivo (2019)
- L’avversario di Emmanuel Carrère, Invisibile Kollettivo (2019)
- Anatomia Comparata - una festa per il mio amore di Nicola Russo, con Marit Nissen, regia di Nicola Russo, prodotto da Teatro dell’Elfo (2021-2023)[1]
- Re Lear di Williams Shakespeare, regia di F. Bruni e F. Frongia, con Elio De Capitani, prodotto da Teatro dell’Elfo (2023-2024)
- Come tu mi vuoi di Luigi Pirandello, Invisibile Kollettivo (2022)
- Gentleman Anne di Magdalena Barile, regia di Elena Russo Arman (2022)
- Re Lear di William Shakespeare, regia di Ferdinando Bruni e Francesco Frongia (2023)
- I corpi di Elizabeth di Hella Hickson, regia di Elio De Capitani e Cristina Crippa (2024)
- Giorni felici di Samuel Beckett, regia di Francesco Frongia (2024)
- Il teatro comico di Carlo Goldoni di Valentina Diana, da Carlo Goldoni, Invisibile Kollettivo (2025)

### Regista
- Platero y yo di J.R. Jiménez e musiche di M. Castelnuovo-Tedesco (2006)
- La mia vita era un fucile carico (being Emily Dickinson) da Emily Dickinson, uno spettacolo di Elena Russo Arman (2013)
- Shakespeare a merenda uno spettacolo di Elena Russo Arman (2014)
- La palestra della felicità di Valentina Diana, regia di Elena Russo Arman (2015)
- Dove sei, o Musa da William Shakespeare, uno spettacolo di Elena Russo Arman (2016)
- The juniper tree dai Fratelli Grimm, uno spettacolo di Elena Russo Arman (2017)
- Leonardo, che genio! uno spettacolo di Elena Russo Arman (2018)
- Open di Andre Agassi, uno spettacolo di Invisibile Kollettivo (2019)
- L’avversario di Emmanuel Carrère, uno spettacolo di Invisibile Kollettivo (2019)
- Gentleman Anne di Magdalena Barile, regia di Elena Russo Arman (2022)
- Come tu mi vuoi di Luigi Pirandello, uno spettacolo di Invisibile Kollettivo (2022)
- Il teatro comico di Carlo Goldoni di Valentina Diana, da Carlo Goldoni, uno spettacolo di Invisibile Kollettivo (2025)

## Radio
- Il ritorno al deserto di Bernard Marie Koltés, regia di Elio De Capitani (2004)
- Franziska di Frank Wedekind, regia di Luca Ronconi (2019)

## Cinema
- Tra cinque minuti in scena regia di Laura Chiossone (2012)
- " Orwell 2.0 - Il lato oscuro del progresso ", docu-film del 2020, scritto e diretto da Anna Migotto con Sabrina Bologna, in cui interpreta la prima moglie dello scrittore, Eileen O'Shaughnessy.